# Theofilus Johnsen
Theofilus Johnsen (* 5. Juni 1894 in Akunnaat; † unbekannt) war ein grönländischer Landesrat.

## Leben
Theofilus Johnsen war der Sohn von Christian Markus (1867–?) und seiner Frau Johanna Bibiana (1865–?). Er heiratete am 5. Juli 1914 in Qeqertarsuatsiaat Prisile, Tochter von Stephanus (1859–?) und Anna Benigne (1859–?). Seine Schwester war die dritte Frau des Landesrats Hans Petersen (1895–1982).
Er war Jäger in Qeqertarsuatsiaat. Von 1929 bis 1932 war er Mitglied im südgrönländischen Landesrat.